# Suhovodka, Borzna
Suhovodka (în ucraineană Суховодка) este un sat în comuna Mîkolaiivka din raionul Borzna, regiunea Cernihiv, Ucraina.

## Demografie
Componența lingvistică a localității Suhovodka
     Ucraineană (100%)
Conform recensământului din 2001, toată populația localității Suhovodka era vorbitoare de ucraineană (100%).